# Siletz Bay
Die Siletz Bay ist eine Bucht an der Pazifikküste Oregons, an der sich der gleichnamige Ort befindet. In die Bucht mündet der Siletz River. 

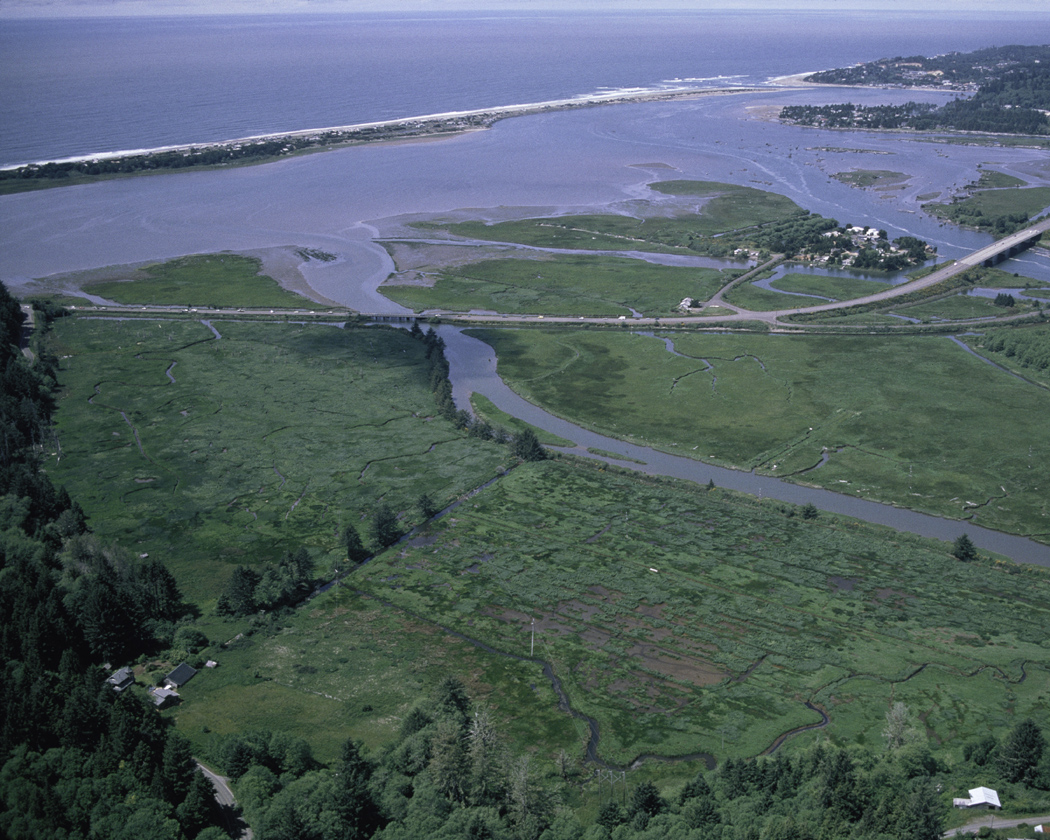
Luftbild des Schutzgebietes

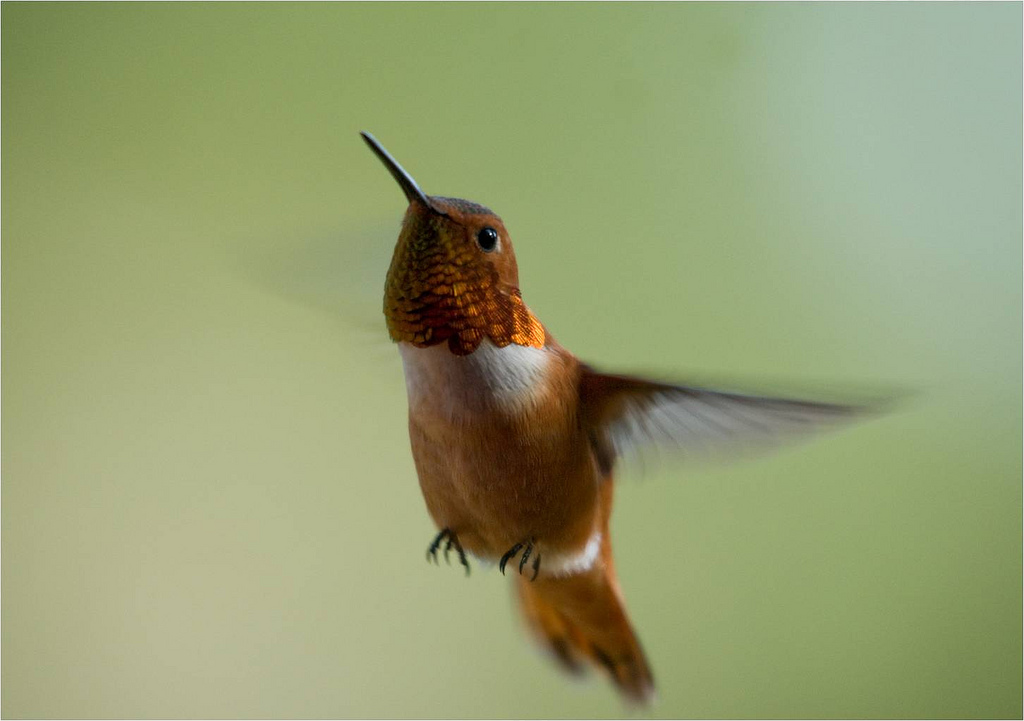
Die Rotrücken-Zimtelfe, eine Kolibriart

1991 entstand hier das Siletz Bay National Wildlife Refuge, das vor allem dazu diente, die lokalen Salzmarschengebiete zu schützen, beziehungsweise wiederherzustellen. Es bildet einen Teil des erheblich größeren Oregon Coast National Wildlife Refuge Complex, das dem öffentlichen Zugang weitgehend entzogen ist.
Der Name geht auf die Siletz zurück, einen Indianerstamm, der zur Gruppe der Küsten-Salish zählte, und deren südlichster Vertreter er war.